# Maximiliano Comba
Maximiliano Gabriel Comba (16 de enero de 1994; La Cautiva, Córdoba, Argentina) es un futbolista argentino que juega como extremo derecho y su club actual es Volos NFC, de la Superliga de Grecia. 

## Trayectoria
Comenzó su carrera deportiva en Recreativo Estrellas de Jovita de Córdoba, para luego jugar en San Martín de Vicuña Mackenna, Córdoba, dónde fue campeón de la Liga Regional de Fútbol de Río Cuarto. Por su buen rendimiento pasa a Estudiantes de Río Cuarto donde disputó el Argentino A, tercera categoría del fútbol argentino.
Maximiliano Comba tuvo períodos de juveniles con Estudiantes de General Levalle, San Martín de Vicuña Mackenna y Recreativo Estrellas (Jovita).
Después de su tiempo con este último, regresó a San Martín para posteriormente jugar en el Torneo Federal C. En 2016, Comba se unió a Estudiantes de Río Cuarto club que militaba en el Torneo Federal B. 
Marcó siete goles en treinta y una apariciones, que terminó con la promoción a Torneo Federal A. Ocho goles en otros treinta y tres partidos seguidos, incluido su objetivo final del Torneo Federal A del año 2017 y 2018 contra Defensores de Belgrano de Villa Ramallo en la penúltima ronda de la promoción que perdió Estudiantes. 
En agosto de 2018, Comba fue fichado por Gimnasia y Esgrima La Plata de la Primera División de Argentina.
Posteriormente regresó al Club Estudiantes de Río Cuarto; luego pasó por el Club Newell's Old Boys.
Hasta que en 2022 recala en el Club Atlético Belgrano, equipo que disputa la Primera B Nacional, segunda división del fútbol argentino. 
Con este último club, anotó su primer gol ante el Club Estudiantes de Caseros al minuto 88 del partido, dándole el empate parcial 1 a 1 con un preciso remate desde la medialuna del área luego de recibir un muy buen pase de Gerónimo Tomasetti. Finalmente su equipo ganaría 2 a  1 con un gol de Mariano Miño, tras ser asistido por Ulises Sánchez.
En este 2023 volvió a vestir la camiseta del Club Gimnasia y Esgrima de La Plata.
En julio de 2023, rescinde su contrato con la institución de La Plata y pasa a ser refuerzo del Club Volos NFC de la Primera División de Grecia.

## Estadísticas

### Clubes
Actualizado al último partido disputado el 22 de mayo de 2025.
| Club                                | Div.          | Temporada     | Liga  | Liga  | Liga   | Copas nacionales | Copas nacionales | Copas nacionales | Torneos internacionales | Torneos internacionales | Torneos internacionales | Total | Total | Total  |
| Club                                | Div.          | Temporada     | Part. | Goles | Asist. | Part.            | Goles            | Asist.           | Part.                   | Goles                   | Asist.                  | Part. | Goles | Asist. |
| ----------------------------------- | ------------- | ------------- | ----- | ----- | ------ | ---------------- | ---------------- | ---------------- | ----------------------- | ----------------------- | ----------------------- | ----- | ----- | ------ |
| Estudiantes de Río Cuarto Argentina | 4.ª           | 2016          | 31    | 7     | 2      | —                | —                | —                | —                       | —                       | —                       | 31    | 7     | 2      |
| Estudiantes de Río Cuarto Argentina | 3.ª           | 2017-18       | 31    | 8     | 5      | 2                | 0                | 0                | —                       | —                       | —                       | 33    | 8     | 5      |
| Estudiantes de Río Cuarto Argentina | 2.ª           | 2020-21       | 10    | 0     | 0      | —                | —                | —                | —                       | —                       | —                       | 10    | 0     | 0      |
| Estudiantes de Río Cuarto Argentina | Total club    | Total club    | 72    | 15    | 7      | 2                | 0                | 0                | 0                       | 0                       | 0                       | 74    | 15    | 7      |
| Gimnasia y Esgrima (LP) Argentina   | 1.ª           | 2018-19       | 15    | 2     | 0      | 9                | 1                | 2                | —                       | —                       | —                       | 24    | 3     | 2      |
| Gimnasia y Esgrima (LP) Argentina   | 1.ª           | 2019-20       | 17    | 0     | 1      | 2                | 1                | 2                | —                       | —                       | —                       | 19    | 1     | 3      |
| Gimnasia y Esgrima (LP) Argentina   | 1.ª           | 2021          | —     | —     | —      | 4                | 0                | 0                | —                       | —                       | —                       | 4     | 0     | 0      |
| Gimnasia y Esgrima (LP) Argentina   | 1.ª           | 2023          | 12    | 1     | 1      | —                | —                | —                | 4                       | 0                       | 0                       | 16    | 1     | 1      |
| Gimnasia y Esgrima (LP) Argentina   | Total club    | Total club    | 44    | 3     | 2      | 15               | 2                | 4                | 4                       | 0                       | 0                       | 63    | 5     | 6      |
| C. A. Newell's Old Boys Argentina   | 1.ª           | 2021          | 17    | 1     | 2      | —                | —                | —                | —                       | —                       | —                       | 17    | 1     | 2      |
| C. A. Newell's Old Boys Argentina   | Total club    | Total club    | 17    | 1     | 2      | 0                | 0                | 0                | 0                       | 0                       | 0                       | 17    | 1     | 2      |
| C. A. Belgrano Argentina            | 2.ª           | 2022          | 35    | 6     | 1      | 1                | 0                | 0                | —                       | —                       | —                       | 36    | 6     | 1      |
| C. A. Belgrano Argentina            | Total club    | Total club    | 35    | 6     | 1      | 1                | 0                | 0                | 0                       | 0                       | 0                       | 36    | 6     | 1      |
| Volos NFC · Grecia                  | 1.ª           | 2023-24       | 31    | 5     | 0      | 3                | 0                | 1                | —                       | —                       | —                       | 34    | 5     | 1      |
| Volos NFC · Grecia                  | 1.ª           | 2024-25       | 33    | 2     | 4      | 3                | 0                | 0                | —                       | —                       | —                       | 36    | 2     | 4      |
| Volos NFC · Grecia                  | Total club    | Total club    | 64    | 7     | 4      | 6                | 0                | 1                | 0                       | 0                       | 0                       | 70    | 7     | 5      |
| Total carrera                       | Total carrera | Total carrera | 232   | 32    | 16     | 24               | 2                | 5                | 4                       | 0                       | 0                       | 260   | 34    | 21     |
| 1. 2.                               |               |               |       |       |        |                  |                  |                  |                         |                         |                         |       |       |        |

## Palmarés

### Torneos nacionales
| Título           | Club           | País      | Año  |
| ---------------- | -------------- | --------- | ---- |
| Primera Nacional | C. A. Belgrano | Argentina | 2022 |

### Otros logros
- Ascenso al Torneo Federal A con Estudiantes de Río Cuarto en 2016.